# Pleias
De Pleias (Oudgrieks: Πλειάς, Pleiás) was in de Alexandrijnse tijd de naam gegeven aan een groep van zeven treurspeldichters, die onder Ptolemaeus II Philadelphus (285-247 v.Chr.) hun bloeiperiode kenden. De daartoe behorende dichters waren:
1. Homerus van Byzantium, zoon van Andromachus, schrijver van 45 treurspelen;
2. Sositheus;
3. Lycophron van Chalcis;
4. Alexander Aetolus;
5. Philiscus van Corcyra;
6. Sosiphanes;
7. Dionysiades of Aeantides.